# Unterseeboot 1025
L'Unterseeboot 1025 ou U-1025 est un sous-marin allemand (U-Boot) de type VIIC/41 utilisé par la Kriegsmarine pendant la Seconde Guerre mondiale.
Le sous-marin est commandé le 13 juin 1942 à Hambourg (Blohm + Voss), sa quille posée le 3 juin 1943, il est lancé le 24 mai 1944 et mis en service le 12 avril 1945, sous le commandement de l'Oberleutnant zur See Ewald Pick.
L'U-1025 n'a ni coulé, ni endommagé de navire, n'ayant pris part à aucune patrouille de guerre.
Il est sabordé en mai 1945.

## Conception
Unterseeboot type VII, l'U-1025 avait un déplacement de 769 tonnes en surface et 871 tonnes en plongée. Il avait une longueur hors-tout de 67,10 m, un maître-bau de 6,20 m, une hauteur de 9,60 m et un tirant d'eau de 4,74 m. Le sous-marin était propulsé par deux hélices de 1,23 m, deux moteurs diesel Germaniawerft M6V 40/46 de 6 cylindres en ligne de 1 400 cv à 470 tr/min, produisant un total de 2 060 à 2 350 kW en surface et de deux moteurs électriques Brown, Boveri & Cie GG UB 720/8 de 375 cv à 295 tr/min, produisant un total 550 kW, en plongée. Le sous-marin avait une vitesse en surface de 17,7 nœuds (32,8 km/h) et une vitesse de 7,6 nœuds (14,1 km/h) en plongée. Immergé, il avait un rayon d'action de 80 milles marins (150 km) à 4 nœuds (7,4 km/h; 4,6 milles par heure) et pouvait atteindre une profondeur de 230 m. En surface son rayon d'action était de 8 500 milles nautiques (soit 15 700 km) à 10 nœuds (19 km/h).
L'U-1025 était équipé de cinq tubes lance-torpilles de 53,3 cm (quatre montés à l'avant et un à l'arrière) et embarquait quatorze torpilles. Il était équipé d'un canon de 8,8 cm SK C/35 (220 coups), d'un canon antiaérien de 20 mm Flak et d'un canon 37 mm Flak M/42 qui tire à 15 350 mètres avec une cadence théorique de 50 coups par minute. Il pouvait transporter 26 mines TMA ou 39 mines TMB. Son équipage comprenait 4 officiers et 40 à 56 sous-mariniers.

## Historique
Il se trouve en période initiale d'entraînement à la 4. Unterseebootsflottille jusqu'à son sabordage.
Le 30 septembre 1944, l'U-1025 est transféré au chantier de Flensburger Schiffbau-Gesellschaft à Flensbourg pour des finitions. Il est lancé en avril 1945, mais est retiré du service seulement 18 jours plus tard, le 30 avril, en raison de batteries défectueuses.
L'U-1025 est sabordé dans le fjord de Flensbourg à la position géographique 54° 50′ N, 9° 50′ O, par son équipage le 5 mai 1945 répondant à l’ordre lancé de l’Amiral Dönitz pour l’Opération Regenbogen.
Son épave a été renflouée et démolie après la guerre.

## Affectations
- 4. Unterseebootsflottille du 12 avril 1945 au 5 mai 1945 (Période de formation).

## Commandement
- Oberleutnant zur See Ewald Pick du 12 avril 1945 au 23 avril 1945.
- Kapitänleutnant Oskar Curio du 24 avril 1945 au 30 avril 1945.